# Acacia trijuga
Acacia trijuga é uma espécie de leguminosa do gênero Acacia, pertencente à família Fabaceae.